# Jean de Gassion (intendant)
Cet article concerne un président du parlement de Navarre. Pour le chef militaire français, voir Jean de Gassion. Pour d'autres homonymes, voir Gassion.
Jean II de Gassion, né en 1596 à Pau, mort en 1663 au château d'Arbus, est un président du parlement de Navarre. Il est le frère aîné du maréchal de Gassion (prénommé Jean, lui aussi), redoutable homme de guerre.

## Biographie
Il est l'aîné des sept enfants de Jacques de Gassion, procureur général et président au conseil souverain de Navarre et de Béarn, conseiller d'État ; et de Marie d'Esclaux.
En 1622, Jean obtient les provisions de président au parlement de Navarre, en remplacement de son père. Quatre ans plus tard, il obtient la charge d'avocat général près cette cour. Il en devient président en 1631, après la mort de son père. En 1636, il est conseiller d'État. En 1640, il est nommé intendant de justice, police et finances en Béarn et Navarre, et gouverneur de Bayonne, Bas-Armagnac, Rivière-Basse, Bigorre et autres terres.
Ayant abjuré la Réforme, il persécute les protestants. En février 1660, par lettres patentes, Louis XIV érige sa baronnie de Camou en marquisat, sous le titre de Gassion.
Il meurt dans son château d'Arbus, le 9 novembre 1663. Il repose dans la chapelle de Gassion de l'église Saint-Martin de Pau. Son fils, Pierre, lui succède.

## Jugement des contemporains
Ses contemporains lui reprochent son « amour immodéré des richesses » et sa pingrerie. Tallemant des Réaux dénonce l'avarice sordide dont il fait preuve lorsque deux de ses frères, dont il est l'héritier, meurent coup sur coup en 1647 : il ergote trois mois durant pour n'avoir pas à leur accorder des funérailles décentes. Tallemant dit encore : « Pour quatre livres par an, cet homme s'est mis mal avec sa mère, lui qui a huit cent mille livres de bien, dont les deux tiers viennent de ses frères à qui il n'avait pas donné seulement leur légitime. » Élie Benoît, lui aussi, le juge très sévèrement : « C'était un homme de peu de mérite, qui avait l'esprit bas, faible et malin, appelé communément l'imbécile furieux. »

## Titres
- Intendant du Béarn de 1640 à 1646
- Président au parlement de Navarre

## Famille
Le 5 janvier 1635, il épouse Marie de Beziade, fille de Pierre de Beziade, seigneur de Munein, morte le 31 mars 1676. De cette union naissent :
- Anne (1636-1658) ;
- Marie (née en 1637), épouse de Léonard de Caupenne, marquis d'Amou, lieutenant de roi en Guyenne ;
- Pierre (1641-1707), marquis de Gassion ;
- Théophile (1642-1669), comte de Gassion, capitaine de cavalerie ;
- Magdeleine (née en 1643), épouse de Gaston-Jean-Baptiste de Montlezun, baron de Saint-Lary ;
- Henri, dit « le comte de Gassion » (1645-1693), brigadier des armées du roi, tué à la bataille de Neerwinden ;
- Jean (1647-1713), chevalier, puis comte de Gassion, lieutenant général des armées du roi ;
- Jeanne (1649-1709), épouse d'Antonin du Pont, premier président en la chambre des comtes de Navarre ;
- Louis (né en 1650) ;
- Un fils né en 1652 ;
- Esther (1656-1727), épouse d'Henri, marquis de Poudenx, brigadier des armées du roi[1],[9].